# 츨브르

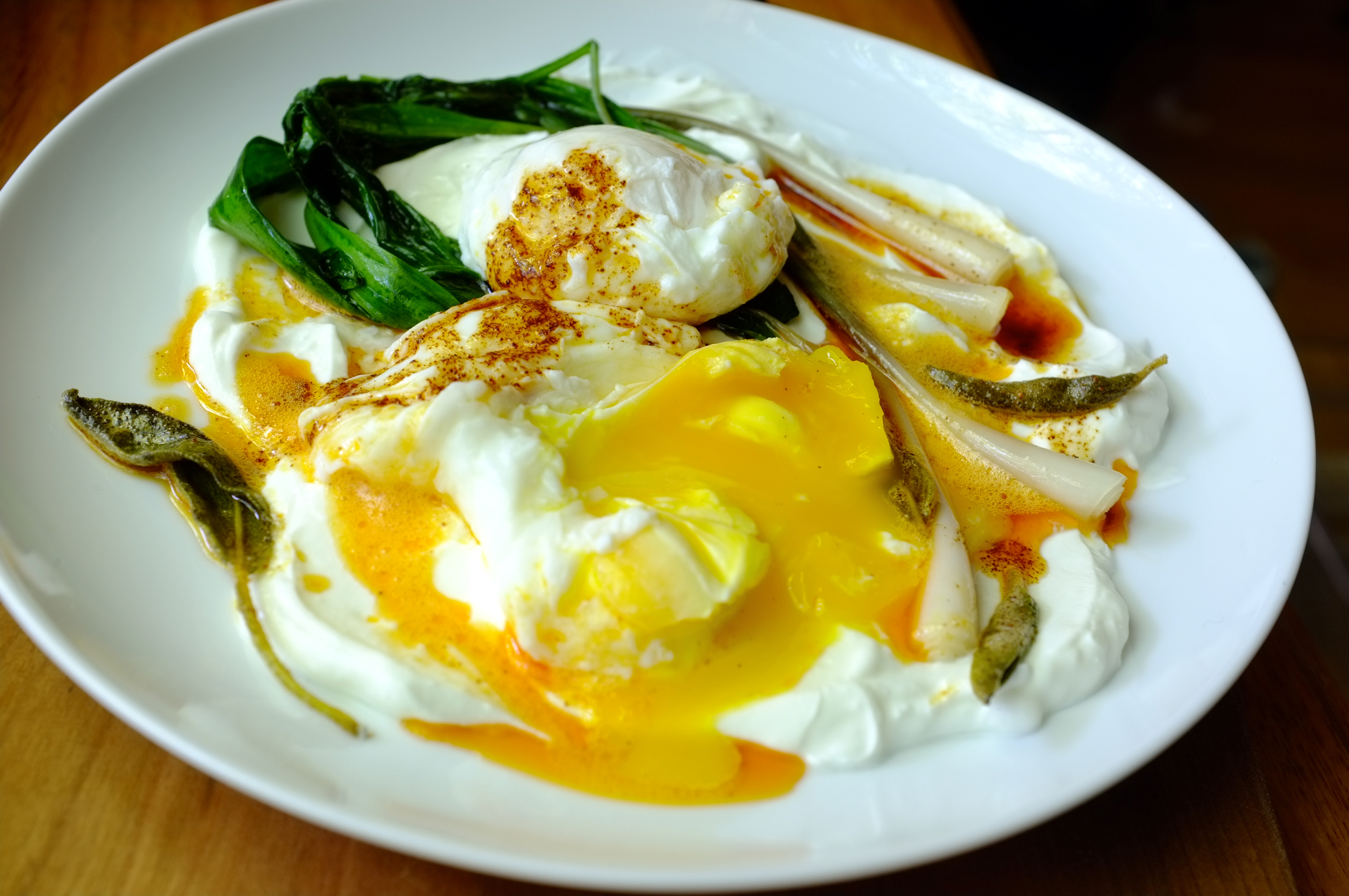
오리 기름으로 소테한 램프를 곁들인 츨브르

츨브르(튀르키예어: Çılbır)는 물수란에 요거트를 곁들인 튀르키예 요리이며, 종종 마늘을 갈아 넣기도 한다.
15세기부터 오스만 제국의 술탄들이 츨브르를 먹었다는 기록이 있다. 보스니아 헤르체고비나, 몬테네그로, 세르비아 등 발칸반도에 위치한 국가에서는 터키어 단어인 츨브르(çılbır)가 달걀 프라이를 뜻하는 침부르(čimbur)로 해석되기도 한다.

## 같이 보기
- 튀르키예 요리